# Championnat de France féminin de football de deuxième division 2001-2002
Navigation
Édition précédente Édition suivante
Le National 1B 2001-2002  est la 14e édition du championnat de France féminin de football de seconde division. 
Le deuxième niveau du championnat féminin oppose trente clubs français répartis en trois groupes de dix clubs, en une série de dix-huit rencontres jouées durant la saison de football. En fin de saison, les meilleures équipes de chaque groupe s'affrontent lors d'un tournoi final, où chaque équipe affronte une seule fois les deux autres.
Les deux clubs finissant aux deux premières places du tournoi final montent en Division 1 lors de la saison suivante alors que les cinq derniers clubs de chaque groupe sont relégués dans la nouvelle Division 3 créée l'année suivante.
Lors de l'exercice précédent, l'ES Cormelles-le-Royal, le Celtic de Marseille et le Stade quimperois ont été relégués après avoir fini aux trois dernières places de National 1A. Le SPO Rouen, l'Entente Saint-Maurice Yssingeaux, le FC Vendenheim, l'AS Grayan Nord-Medoc, Le Mans UC, le CS Nivolas-Vermelle et le FC Woippy, ont quant à eux, gagné le droit d'évoluer dans ce championnat après avoir terminé aux premières places de leurs groupes de championnat interrégional. 
La compétition est remportée par l'USO Bruay-la-Buissière qui est promu en compagnie du Stade quimperois. Dans le bas du classement, l'ensemble des équipes terminant au-delà de la cinquième place de leur groupe, à l'exception de l'Évreux ACF, sont relégués en troisième division.

## Participants
Ce tableau présente les vingt équipes qualifiées pour disputer le championnat 2001-2002. On y trouve le nom des clubs, la date de création du club, l'année de la dernière accession à cette division, leur classement de la saison précédente, le nom des stades ainsi que la capacité de ces derniers.
Le championnat comprend trois groupes de dix équipes.
Légende des couleurs
- Relégué de National 1A.
- Promu de championnat interrégional.

| \| ES Cormelles-le-Royal US Compiègne AS Saint-Quentin FCF Hénin-Beaumont USO Bruay-la-Buissière Évreux ACF FC Tremblay-en-France I VGA Saint-Maur FC Woippy SPO Rouen \| Localisation des clubs engagés dans le groupe A du championnat. |
| ES Cormelles-le-Royal US Compiègne AS Saint-Quentin FCF Hénin-Beaumont USO Bruay-la-Buissière Évreux ACF FC Tremblay-en-France I VGA Saint-Maur FC Woippy SPO Rouen                                                                       |

| Nom du club            | Date de création | Dernière accession | Classement 2000-2001 | Stade                  | Capacité |
| ---------------------- | ---------------- | ------------------ | -------------------- | ---------------------- | -------- |
| ES Cormelles-le-Royal  | 1992             | 2001               | N1A                  | Stade Municipal        | -        |
| US Compiègne           | 1988             | 1994               | 2 (Gr A)             | Stade de Mercières     | -        |
| AS Saint-Quentin       | 1980             | 1999               | 3 (Gr A)             | Stade Philippe Roth    | -        |
| FCF Hénin-Beaumont     | 1972             | 1996               | 4 (Gr A)             | Stade Octave-Birembaut | 3 000    |
| USO Bruay-la-Buissière | 1977             | 1999               | 5 (Gr A)             | Complexe Léo Lagrange  | -        |
| Évreux ACF             | 1997             | 2000               | 6 (Gr A)             | Stade du 14 juillet    | 200      |
| FC Tremblay-en-France  | -                | 2000               | 7 (Gr A)             | -                      | -        |
| VGA Saint-Maur         | 1968             | 1998               | 8 (Gr A)             | Stade Adolphe-Chéron   | -        |
| FC Woippy              | 1991             | 2001               | CIR                  | Stade Pâtis            | -        |
| SPO Rouen              | -                | 2001               | CIR                  | -                      | -        |

| \| Celtic de Marseille FCF Monteux FCF Nord Allier Yzeure FCF Valence FC Félines Saint-Cyr UFF Besançon OS Monaco I Entente Saint-Maurice Yssingeaux FC Vendenheim CS Nivolas-Vermelle \| Localisation des clubs engagés dans le groupe B du championnat. |
| Celtic de Marseille FCF Monteux FCF Nord Allier Yzeure FCF Valence FC Félines Saint-Cyr UFF Besançon OS Monaco I Entente Saint-Maurice Yssingeaux FC Vendenheim CS Nivolas-Vermelle                                                                       |

| Nom du club                      | Date de création | Dernière accession | Classement 2000-2001 | Stade             | Capacité |
| -------------------------------- | ---------------- | ------------------ | -------------------- | ----------------- | -------- |
| Celtic de Marseille              | 1970             | 2001               | N1A                  | Stade Saint-Menet | -        |
| FCF Monteux                      | 1981             | 1997               | 2 (Gr B)             | Stade Bertier     | -        |
| FCF Nord Allier Yzeure           | 1999             | 1999               | 3 (Gr B)             | Stade de Bellevue | 2 164    |
| FCF Valence                      | -                | 1998               | 4 (Gr B)             | -                 | -        |
| UFF Besançon                     | -                | 1992               | 5 (Gr B)             | -                 | -        |
| OS Monaco                        | -                | 2000               | 6 (Gr B)             | -                 | -        |
| FC Félines Saint-Cyr             | 1978             | 2000               | 7 (Gr B)             | -                 | -        |
| Entente Saint-Maurice Yssingeaux | -                | 2001               | CIR                  | -                 | -        |
| FC Vendenheim                    | 1974             | 2001               | CIR                  | Stade Waldeck     | -        |
| CS Nivolas-Vermelle              | -                | 2001               | CIR                  | Stade de La Véore | -        |

| \| Stade quimperois Saint-Herblain OC US Orléans ESTC Poitiers AS Montigny CBOSL Football ES Rochelaise FCF Condéen Le Mans UC AS Grayan Nord-Medoc \| Localisation des clubs engagés dans le groupe C du championnat. |
| Stade quimperois Saint-Herblain OC US Orléans ESTC Poitiers AS Montigny CBOSL Football ES Rochelaise FCF Condéen Le Mans UC AS Grayan Nord-Medoc                                                                       |

| Nom du club          | Date de création | Dernière accession | Classement 2000-2001 | Stade                        | Capacité |
| -------------------- | ---------------- | ------------------ | -------------------- | ---------------------------- | -------- |
| Stade quimperois     | 1971             | 2001               | N1A                  | Stade de Kerhuel             | 2 040    |
| Saint-Herblain OC    | 1973             | 2000               | 2 (Gr C)             | Stade Val de Chézine         | 300      |
| US Orléans           | -                | 2000               | 3 (Gr C)             | -                            | -        |
| ESTC Poitiers        | 1970             | 1998               | 4 (Gr C)             | Stade Jean-Luc Gaboreau      | -        |
| AS Montigny          | 1985             | 2000               | 5 (Gr C)             | Centre sportif de la Couldre | 900      |
| CBOSL Football       | -                | 1999               | 6 (Gr C)             | Stade de l'Arceau            | -        |
| ES Rochelaise        | -                | 1997               | 7 (Gr C)             | -                            | -        |
| FCF Condéen          | 1978             | 1995               | 8 (Gr C)             | Stade Robert Gossart         | -        |
| Le Mans UC           | 1983             | 2001               | CIR                  | Stade Léon-Bollée (Annexe)   | 4 000    |
| AS Grayan Nord-Medoc | -                | 2001               | CIR                  | -                            | -        |

## Compétition

### Classement
Le classement est calculé avec le barème de points suivant : une victoire vaut quatre points, le match nul deux et la défaite un.
Critères de départage en cas d'égalité au classement :
1. classement aux points des matchs joués entre les clubs ex æquo ;
2. différence entre les buts marqués et les buts concédés par chacun d’eux au cours des matchs qui les ont opposés ;
3. différence entre les buts marqués et les buts concédés sur la totalité des matchs joués dans le championnat ;
4. plus grand nombre de buts marqués sur la totalité des matchs joués dans le championnat ;
5. en cas de nouvelle égalité, une rencontre supplémentaire aura lieu sur terrain neutre avec, éventuellement, l’épreuve des tirs au but.

Classement du Groupe A
| Rang | Équipe                  | Pts | J  | G  | N | P  | Bp | Bc  | Diff |
| ---- | ----------------------- | --- | -- | -- | - | -- | -- | --- | ---- |
| 1    | USO Bruay-la-Buissière  | 61  | 18 | 14 | 1 | 3  | 75 | 15  | +60  |
| 2    | AS Saint-Quentin        | 60  | 18 | 14 | 0 | 4  | 74 | 36  | +38  |
| 3    | FCF Hénin-Beaumont      | 59  | 18 | 13 | 2 | 3  | 75 | 21  | +54  |
| 4    | US Compiègne            | 52  | 18 | 10 | 4 | 4  | 49 | 20  | +29  |
| 5    | ES Cormelles-le-Royal R | 49  | 18 | 9  | 4 | 5  | 42 | 26  | +16  |
| 6    | Évreux ACF              | 45  | 18 | 8  | 3 | 7  | 30 | 22  | +8   |
| 7    | FC Woippy P             | 39  | 18 | 7  | 0 | 11 | 21 | 52  | -31  |
| 8    | VGA Saint-Maur          | 35  | 18 | 5  | 2 | 11 | 34 | 52  | -18  |
| 9    | FC Tremblay-en-France   | 22  | 18 | 1  | 1 | 16 | 13 | 78  | -65  |
| 10   | SPO Rouen P             | 18  | 18 | 0  | 1 | 17 | 11 | 102 | -91  |

|  | Qualifié pour le tournoi final. |
|  | Relégué en Division 3. |
|  | R Relégué de National 1A P Promu de championnat interrégional. Pts points ; G victoires ; N match nuls ; P défaites Bp buts marqués ; Bc buts encaissés ; Diff différence de buts |

Classement du Groupe B
| Rang | Équipe                             | Pts | J  | G  | N | P  | Bp | Bc | Diff |
| ---- | ---------------------------------- | --- | -- | -- | - | -- | -- | -- | ---- |
| 1    | FCF Monteux                        | 62  | 18 | 14 | 2 | 2  | 59 | 27 | +32  |
| 2    | FCF Nord Allier Yzeure             | 53  | 18 | 11 | 2 | 5  | 58 | 32 | +26  |
| 3    | Entente Saint-Maurice Yssingeaux P | 49  | 18 | 10 | 1 | 7  | 49 | 38 | +11  |
| 4    | FC Félines Saint-Cyr               | 42  | 18 | 7  | 3 | 8  | 23 | 33 | -10  |
| 5    | FCF Valence                        | 41  | 18 | 6  | 5 | 7  | 37 | 28 | +9   |
| 6    | OS Monaco                          | 40  | 18 | 6  | 4 | 8  | 21 | 32 | -11  |
| 7    | FC Vendenheim P                    | 37  | 18 | 5  | 4 | 9  | 37 | 52 | -15  |
| 8    | Celtic de Marseille R              | 37  | 18 | 5  | 4 | 9  | 26 | 52 | -26  |
| 9    | CS Nivolas Vermelle P              | 37  | 18 | 5  | 4 | 9  | 30 | 44 | -14  |
| 10   | UFF Besançon                       | 36  | 18 | 5  | 3 | 10 | 37 | 39 | -2   |

|  | Qualifié pour le tournoi final. |
|  | Relégué en Division 3. |
|  | R Relégué de National 1A P Promu de championnat interrégional. Pts points ; G victoires ; N match nuls ; P défaites Bp buts marqués ; Bc buts encaissés ; Diff différence de buts |

Classement du Groupe C
| Rang | Équipe                 | Pts | J  | G  | N | P  | Bp | Bc | Diff |
| ---- | ---------------------- | --- | -- | -- | - | -- | -- | -- | ---- |
| 1    | Stade quimperois R     | 60  | 18 | 13 | 3 | 2  | 40 | 11 | +29  |
| 2    | US Orléans             | 59  | 18 | 12 | 5 | 1  | 35 | 12 | +23  |
| 3    | ESTC Poitiers          | 48  | 18 | 9  | 3 | 6  | 37 | 21 | +16  |
| 4    | FCF Condéen            | 48  | 18 | 8  | 6 | 4  | 26 | 15 | +11  |
| 5    | CBOSL Football         | 45  | 18 | 8  | 3 | 7  | 22 | 24 | -2   |
| 6    | Saint-Herblain OC      | 44  | 18 | 8  | 2 | 8  | 45 | 29 | +16  |
| 7    | ES Rochelaise          | 41  | 18 | 6  | 5 | 7  | 30 | 31 | -1   |
| 8    | Montigny AS            | 38  | 18 | 6  | 2 | 10 | 21 | 29 | -8   |
| 9    | Le Mans UC P           | 32  | 18 | 3  | 5 | 10 | 27 | 46 | -19  |
| 10   | AS Grayan Nord-Medoc P | 18  | 18 | 0  | 0 | 18 | 5  | 70 | -65  |

|  | Qualifié pour le tournoi final. |
|  | Relégué en Division 3. |
|  | R Relégué de National 1A P Promu de championnat interrégional. Pts points ; G victoires ; N match nuls ; P défaites Bp buts marqués ; Bc buts encaissés ; Diff différence de buts |

### Résultats
Groupe A
Source : Championnat de France de D2 2001-2002 - Groupe A - Calendrier, sur statsfootofeminin.fr
| Résultats (▼dom., ►ext.)                                   | Bru  | Com | Cor | Évr | Hén  | Rou  | S-M | S-Q  | Tre  | Woi |
| USO Bruay-la-Buissière                                     |      | 2-1 | 6-0 | 3-0 | 1-2  | 5-1  | 8-0 | 7-1  | 10-0 | 5-0 |
| US Compiègne                                               | 0-1  |     | 2-2 | 1-1 | 1-1  | 3-1  | 3-0 | 0-2  | 6-1  | 3-0 |
| ES Cormelles-le-Royal                                      | 2-0  | 1-1 |     | 0-0 | 2-1  | 5-0  | 3-3 | 4-3  | 5-0  | 3-0 |
| Évreux ACF                                                 | 0-2  | 1-2 | 0-1 |     | 1-3  | 6-0  | 4-1 | 0-2  | 3-0  | 3-1 |
| FCF Hénin-Beaumont                                         | 1-3  | 0-3 | 3-2 | 0-0 |      | 6-0  | 4-0 | 3-0  | 12-0 | 9-1 |
| SPO Rouen                                                  | 0-12 | 0-7 | 1-5 | 0-2 | 0-10 |      | 1-4 | 0-10 | 2-2  | 0-4 |
| VGA Saint-Maur                                             | 2-2  | 2-4 | 2-1 | 1-2 | 2-4  | 4-1  |     | 2-5  | 1-0  | 0-2 |
| AS Saint-Quentin                                           | 3-2  | 4-2 | 3-2 | 3-2 | 3-5  | 11-2 | 5-4 |      | 3-0  | 3-0 |
| FC Tremblay-en-France                                      | 1-4  | 0-5 | 0-4 | 2-3 | 2-5  | 3-2  | 1-5 | 0-4  |      | 1-3 |
| FC Woippy                                                  | 1-2  | 1-5 | 1-0 | 0-2 | 0-6  | 3-0  | 2-1 | 1-9  | 1-0  |     |
| - Victoire à domicile - Match nul - Victoire à l'extérieur |      |     |     |     |      |      |     |      |      |     |

Groupe B
Source : Championnat de France de D2 2001-2002 - Groupe B - Calendrier, sur statsfootofeminin.fr
| Résultats (▼dom., ►ext.)                                   | Bes | Fél | Mar | Mon | Mon | Niv | Yss | Val | Ven | Yze |
| UFF Besançon                                               |     | 1-0 | 6-0 | 2-0 | 3-3 | 5-1 | 1-2 | 2-5 | 1-4 | 2-3 |
| FC Félines Saint-Cyr                                       | 1-0 |     | 3-0 | 1-1 | 2-3 | 3-1 | 3-1 | 1-0 | 3-2 | 1-4 |
| Celtic de Marseille                                        | 1-3 | 3-0 |     | 1-3 | 0-4 | 1-1 | 3-3 | 1-9 | 4-2 | 1-5 |
| OS Monaco                                                  | 2-2 | 0-0 | 0-2 |     | 1-2 | 0-0 | 2-5 | 2-1 | 3-2 | 1-2 |
| FCF Monteux                                                | 3-2 | 4-0 | 3-2 | 0-1 |     | 7-0 | 3-1 | 2-0 | 3-1 | 5-2 |
| CS Nivolas-Vermelle                                        | 2-2 | 3-1 | 7-1 | 1-2 | 3-2 |     | 3-1 | 2-2 | 1-2 | 1-0 |
| Entente Saint-Maurice Yssingeaux                           | 4-3 | 3-0 | 1-3 | 5-0 | 3-6 | 3-1 |     | 2-1 | 6-0 | 4-8 |
| FCF Valence                                                | 2-0 | 1-3 | 0-0 | 3-0 | 0-0 | 2-0 | 0-2 |     | 2-0 | 4-4 |
| FC Vendenheim                                              | 4-1 | 1-1 | 1-1 | 3-1 | 4-6 | 4-2 | 0-3 | 4-4 |     | 2-2 |
| FCF Nord Allier Yzeure                                     | 2-1 | 5-0 | 1-2 | 0-2 | 2-3 | 6-1 | 1-0 | 3-1 | 8-1 |     |
| - Victoire à domicile - Match nul - Victoire à l'extérieur |     |     |     |     |     |     |     |     |     |     |

Groupe C
Source : Championnat de France de D2 2001-2002 - Groupe C - Calendrier, sur statsfootofeminin.fr
| Résultats (▼dom., ►ext.)                                   | CBO | Con | Gra | Roc | Man | Mon | Orl | Poi | Qui | S-H |
| CBOSL Football                                             |     | 0-0 | 2-0 | 5-1 | 2-0 | 2-1 | 1-2 | 2-0 | 0-2 | 0-0 |
| FCF Condéen                                                | 2-0 |     | 2-1 | 4-0 | 0-0 | 3-0 | 1-3 | 1-2 | 0-1 | 2-0 |
| AS Grayan Nord-Medoc                                       | 0-1 | 0-4 |     | 0-5 | 2-5 | 1-3 | 0-3 | 0-3 | 0-3 | 1-7 |
| ES Rochelaise                                              | 1-1 | 1-2 | 4-0 |     | 1-1 | 0-1 | 1-1 | 2-1 | 0-1 | 1-5 |
| Le Mans UC                                                 | 2-3 | 0-1 | 6-0 | 3-3 |     | 1-5 | 1-1 | 0-4 | 1-7 | 2-6 |
| AS Montigny                                                | 1-0 | 0-0 | 4-0 | 0-3 | 0-1 |     | 1-1 | 1-3 | 0-2 | 1-3 |
| US Orléans                                                 | 1-0 | 1-1 | 5-0 | 2-2 | 3-0 | 2-0 |     | 2-1 | 1-0 | 4-1 |
| ESTC Poitiers                                              | 5-0 | 2-2 | 4-0 | 0-1 | 1-1 | 3-1 | 2-1 |     | 1-1 | 4-2 |
| Stade quimperois                                           | 4-0 | 1-1 | 2-0 | 3-2 | 4-1 | 4-1 | 0-1 | 1-0 |     | 3-1 |
| Saint-Herblain OC                                          | 2-3 | 3-0 | 7-0 | 1-2 | 3-2 | 0-1 | 0-1 | 3-1 | 1-1 |     |
| - Victoire à domicile - Match nul - Victoire à l'extérieur |     |     |     |     |     |     |     |     |     |     |

### Tournoi final
Le tournoi final du championnat oppose les meilleures équipes de chaque groupe lors d'un mini-tournoi à trois. Les équipes affrontent une seule fois leurs deux adversaires selon un calendrier tiré aléatoirement.
Le classement est calculé avec le barème de points suivant : une victoire vaut quatre points, le match nul deux et la défaite un. 
Critères de départage en cas d'égalité au classement :
1. classement aux points des matchs joués entre les clubs ex æquo ;
2. différence entre les buts marqués et les buts concédés par chacun d’eux au cours des matchs qui les ont opposés ;
3. différence entre les buts marqués et les buts concédés sur la totalité des matchs joués dans le championnat ;
4. plus grand nombre de buts marqués sur la totalité des matchs joués dans le championnat ;
5. en cas de nouvelle égalité, une rencontre supplémentaire aura lieu sur terrain neutre avec, éventuellement, l’épreuve des tirs au but.

Classement
| Rang | Équipe                 | Pts | J | G | N | P | Bp | Bc | Diff |
| ---- | ---------------------- | --- | - | - | - | - | -- | -- | ---- |
| 1    | USO Bruay-la-Buissière | 6   | 2 | 2 | 0 | 0 | 5  | 4  | +1   |
| 2    | Stade quimperois R     | 5   | 2 | 1 | 0 | 1 | 5  | 2  | +3   |
| 3    | FCF Monteux            | 0   | 2 | 0 | 0 | 2 | 2  | 6  | -4   |

|  | Promu en Division 1. |
|  | R Relégué de National 1A Pts points ; G victoires ; N match nuls ; P défaites Bp buts marqués ; Bc buts encaissés ; Diff différence de buts |

Résultats
| 1re journée | 1re journée            | 1re journée             | 1re journée            |
| Date        | Club                   | Score                   | Club                   |
| ----------- | ---------------------- | ----------------------- | ---------------------- |
| 19/05/2002  | FCF Monteux            | 0-3                     | Stade quimperois       |
| 2e journée  |                        |                         |                        |
| Date        | Club                   | Score                   | Club                   |
| 26/05/2002  | Stade quimperois       | 2-2 (Tirs au but : 4-5) | USO Bruay-la-Buissière |
| 3e journée  |                        |                         |                        |
| Date        | Club                   | Score                   | Club                   |
| 16/06/2002  | USO Bruay-la-Buissière | 3-2                     | FCF Monteux            |

## Bilan de la saison
| Championnat de France féminin de football de deuxième division 2001-2002 |                                    |
| Champion                                                                 | USO Bruay-la-Buissière (1er titre) |
| Promotions et relégations                                                |                                    |
| Promus en Division 1                                                     | USO Bruay-la-Buissière             |
| Promus en Division 1                                                     | Quimper Cornouaille FC             |
| Relégués en Division 2                                                   | SC Schiltigheim                    |
| Relégués en Division 2                                                   | Tours FC                           |
| Relégués en Division 2                                                   | Caluire SCSC                       |

## Statistiques
Leaders du championnat
Évolution des classements
- Qualifié pour le Tournoi final du championnat.
- Relégué en Division 3.

| Club                   | 1  | 2  | 3  | 4  | 5  | 6  | 7  | 8  | 9  | 10 | 11 | 12 | 13 | 14 | 15 | 16 | 17 | 18 |
| ---------------------- | -- | -- | -- | -- | -- | -- | -- | -- | -- | -- | -- | -- | -- | -- | -- | -- | -- | -- |
| USO Bruay-la-Buissière | 8  | 4  | 3  | 2  | 1  | 1  | 3  | 2  | 1  | 1  | 1  | 1  | 1  | 1  | 1  | 1  | 1  | 1  |
| US Compiègne           | 1  | 1  | 4  | 5  | 4  | 4  | 4  | 4  | 4  | 3  | 2  | 5  | 5  | 3  | 3  | 4  | 4  | 4  |
| ES Cormelles-le-Royal  | 9  | 5  | 5  | 3  | 2  | 2  | 1  | 3  | 2  | 2  | 4  | 2  | 2  | 4  | 4  | 5  | 5  | 5  |
| Évreux ACF             | 4  | 3  | 2  | 4  | 5  | 6  | 5  | 7  | 6  | 6  | 6  | 6  | 6  | 6  | 6  | 6  | 6  | 6  |
| FCF Hénin-Beaumont     | 5  | 7  | 7  | 7  | 6  | 5  | 6  | 5  | 5  | 4  | 3  | 3  | 3  | 2  | 2  | 2  | 2  | 2  |
| SPO Rouen              | 6  | 9  | 9  | 9  | 10 | 9  | 9  | 9  | 9  | 10 | 10 | 10 | 10 | 10 | 9  | 9  | 9  | 9  |
| VGA Saint-Maur         | 10 | 10 | 10 | 10 | 8  | 7  | 8  | 8  | 8  | 8  | 8  | 8  | 8  | 8  | 7  | 8  | 8  | 8  |
| AS Saint-Quentin       | 2  | 2  | 1  | 1  | 3  | 3  | 2  | 1  | 3  | 5  | 5  | 4  | 4  | 5  | 5  | 3  | 3  | 3  |
| FC Tremblay-en-France  | 7  | 8  | 8  | 8  | 9  | 10 | 10 | 10 | 10 | 9  | 9  | 9  | 9  | 9  | 10 | 10 | 10 | 10 |
| FC Woippy              | 3  | 6  | 6  | 6  | 7  | 8  | 7  | 6  | 7  | 7  | 7  | 7  | 7  | 7  | 8  | 7  | 7  | 7  |

| Club                             | 1  | 2  | 3  | 4  | 5  | 6  | 7  | 8  | 9  | 10 | 11 | 12 | 13 | 14 | 15 | 16 | 17 | 18 |
| -------------------------------- | -- | -- | -- | -- | -- | -- | -- | -- | -- | -- | -- | -- | -- | -- | -- | -- | -- | -- |
| UFF Besançon                     | 7  | 5  | 8  | 4  | 4  | 5  | 4  | 5  | 5  | 6  | 6  | 7  | 7  | 7  | 7  | 7  | 7  | 10 |
| FC Félines Saint-Cyr             | 2  | 6  | 6  | 8  | 6  | 6  | 6  | 8  | 7  | 5  | 4  | 5  | 5  | 5  | 5  | 5  | 4  | 4  |
| Celtic de Marseille              | 10 | 10 | 10 | 10 | 10 | 10 | 10 | 10 | 10 | 10 | 10 | 10 | 10 | 10 | 10 | 10 | 10 | 9  |
| OS Monaco                        | 3  | 8  | 7  | 9  | 9  | 8  | 8  | 6  | 6  | 7  | 7  | 6  | 6  | 6  | 6  | 6  | 6  | 6  |
| FCF Monteux                      | 8  | 7  | 2  | 2  | 1  | 1  | 1  | 1  | 1  | 1  | 1  | 1  | 1  | 1  | 1  | 1  | 1  | 1  |
| CS Nivolas-Vermelle              | 1  | 4  | 9  | 5  | 7  | 7  | 7  | 9  | 9  | 9  | 9  | 9  | 9  | 8  | 8  | 8  | 8  | 7  |
| Entente Saint-Maurice Yssingeaux | 4  | 1  | 3  | 6  | 3  | 4  | 5  | 4  | 3  | 3  | 3  | 3  | 3  | 3  | 3  | 3  | 3  | 3  |
| FCF Valence                      | 9  | 3  | 1  | 1  | 2  | 2  | 2  | 3  | 4  | 4  | 5  | 4  | 4  | 4  | 4  | 4  | 5  | 5  |
| FC Vendenheim                    | 5  | 2  | 4  | 7  | 8  | 9  | 9  | 7  | 8  | 8  | 8  | 8  | 8  | 9  | 9  | 9  | 9  | 8  |
| FCF Nord Allier Yzeure           | 6  | 9  | 5  | 3  | 5  | 3  | 3  | 2  | 2  | 2  | 2  | 2  | 2  | 2  | 2  | 2  | 2  | 2  |

| Club                 | 1  | 2  | 3  | 4  | 5  | 6  | 7  | 8  | 9  | 10 | 11 | 12 | 13 | 14 | 15 | 16 | 17 | 18 |
| -------------------- | -- | -- | -- | -- | -- | -- | -- | -- | -- | -- | -- | -- | -- | -- | -- | -- | -- | -- |
| CBOSL Football       | 3  | 5  | 5  | 4  | 2  | 3  | 3  | 5  | 5  | 6  | 7  | 6  | 7  | 6  | 6  | 5  | 6  | 5  |
| FCF Condéen          | 4  | 6  | 6  | 6  | 8  | 7  | 7  | 7  | 6  | 7  | 5  | 5  | 4  | 5  | 3  | 3  | 4  | 4  |
| AS Grayan Nord-Medoc | 9  | 10 | 10 | 10 | 10 | 10 | 10 | 10 | 10 | 10 | 10 | 10 | 10 | 10 | 10 | 10 | 10 | 10 |
| ES Rochelaise        | 5  | 3  | 3  | 5  | 3  | 4  | 4  | 3  | 4  | 4  | 4  | 3  | 3  | 4  | 5  | 7  | 7  | 7  |
| Le Mans UC           | 10 | 8  | 8  | 7  | 9  | 9  | 8  | 8  | 9  | 9  | 9  | 9  | 9  | 9  | 9  | 9  | 9  | 9  |
| AS Montigny          | 8  | 9  | 9  | 9  | 6  | 8  | 9  | 9  | 8  | 8  | 8  | 8  | 8  | 8  | 8  | 8  | 8  | 8  |
| US Orléans           | 6  | 4  | 4  | 2  | 4  | 2  | 2  | 2  | 2  | 2  | 2  | 2  | 2  | 2  | 2  | 2  | 2  | 2  |
| ESTC Poitiers        | 7  | 7  | 7  | 8  | 7  | 6  | 6  | 6  | 7  | 5  | 6  | 7  | 6  | 7  | 7  | 4  | 3  | 3  |
| Stade quimpérois     | 2  | 2  | 1  | 1  | 1  | 1  | 1  | 1  | 1  | 1  | 1  | 1  | 1  | 1  | 1  | 1  | 1  | 1  |
| Saint-Herblain OC    | 1  | 1  | 2  | 3  | 5  | 5  | 5  | 4  | 3  | 3  | 3  | 4  | 5  | 3  | 4  | 6  | 5  | 6  |

Moyennes de buts marqués par journée
Ce graphique représente le nombre de buts marqués lors de chaque journée pour le groupe A. Il est également indiqué la moyenne total sur la saison qui est de 23,55 buts/journée.
Ce graphique représente le nombre de buts marqués lors de chaque journée pour le groupe B. Il est également indiqué la moyenne total sur la saison qui est de 20,94 buts/journée.
Ce graphique représente le nombre de buts marqués lors de chaque journée pour le groupe C. Il est également indiqué la moyenne total sur la saison qui est de 16,00 buts/journée.